# Tāknis
Tāknis är en ort i Libyen. Den ligger i den norra delen av landet, 700 km öster om huvudstaden Tripoli. Tāknis ligger 443 meter över havet och antalet invånare är 7 038.
Terrängen runt Tāknis är platt. Runt Tāknis är det glesbefolkat, med 10 invånare per kvadratkilometer. Trakten runt Tāknis består till största delen av jordbruksmark.